# Harvey H. Fischer

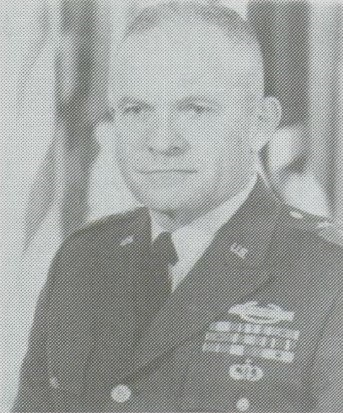
Harvey H. Fischer

Harvey Herman Fischer (* 16. August 1910 in Dunsmuir, Siskiyou County, Kalifornien; † 2. Mai 2004 in Pineville, Mecklenburg County, North Carolina) war ein Generalleutnant der United States Army. Er war unter anderem Kommandeur der 1. Infanteriedivision, des 1. sowie des III. Korps.
In den Jahren 1928 bis 1932 durchlief er die United States Military Academy in West Point. Nach seiner Graduation wurde er als Leutnant der Infanterie zugeteilt. In der Armee durchlief er anschließend alle Offiziersränge vom Leutnant bis zum Drei-Sterne-General.
In seinen jüngeren Jahren absolvierte Harvey Fisher den für Offiziere in den entsprechenden Rangstufen üblichen Dienst in verschiedenen Einheiten und Standorten. Im Verlauf seiner Karriere kommandierte er militärische Einheiten auf fast allen Ebenen bis zum Korpskommandeur. Während des Zweiten Weltkriegs war er sowohl auf dem asiatischen als auch auf dem europäischen Kriegsschauplatz d. h. in China und Italien eingesetzt. Von 1942 bia 1944 war er Stabsoffizier im Kriegsministerium.
Nach dem Krieg gehörte er einer von George C. Marshall geleiteten Mission zur Beilegung des chinesischen Bürgerkriegs an. Nach einigen anderen Verwendungen wurde Fisher Anfang der 1950er Jahre im Koreakrieg eingesetzt, wo er das 5th Regimental Combat Team kommandierte. Mit dieser Einheit nahm er an einigen Gefechten teil. Später war er in Korea Stabschef beim XI. und dann beim X. Korps.
Im Jahr 1954 wurde Fisher Stabsoffizier bei der 11. Luftlandedivision in Camp Campbell. Dort absolvierte er einen Lehrgang, bei dem er zum Fallschirmspringer ausgebildet wurde. Im Jahr 1956 wurde er nach Italien versetzt, wo er die Southern European Task Force kommandierte. Zwei Jahre später erfolgte seine Beförderung zum Generalmajor. Gleichzeitig erhielt er das Kommando über die 1. Infanteriedivision das er zwischen Dezember 1958 und Januar 1960 innehatte. Das Hauptquartier der Division befand sich in Fort Riley in Kansas.
Daran schlossen sich einige Aufgaben als Stabsoffizier im Pentagon an. Im Jahr 1961 erfolgte seine Beförderung zum Generalleutnant. Gleichzeitig wurde er nach Südkorea versetzt, wo er zwischen dem 16. August 1961 und dem 19. August 1962 das dort stationierte I. Korps kommandierte. Nach einer zwischenzeitlich anderen Verwendung erhielt er im Januar 1964 das Kommando über das in Fort Hood, dem heutigen Fort Cavazos, stationierte III. Korps. Dieses Kommando hatte er bis Februar 1965 inne. Das Korps erfüllte damals vor allem Ausbildungsaufgaben für Auslandseinsätze verschiedener Einheiten. Fishers letzte Aufgabe im aktiven Militärdienst führte ihn nach Fort Monroe in Virginia, wo er stellvertretender Kommandeur des United States Continental Army Commands war. Am 29. Juli 1967 ging er in den Ruhestand.
Nach seiner Pensionierung war Harvey Fisher für einige Jahre beim kommunalen Schulsystem North Carolinas (Community College System of North Carolina) tätig, wo er für die Entwicklung von Langzeitprogrammen zuständig war. Außerdem gehörte er dem Vorstand mehrerer Firmen und Organisationen an. Danach lebte er bis zum Tod seiner Frau im Jahr 1984 in Texas. Danach lebte er zwei Jahre in South Carolina, ehe er sich in North Carolina niederließ. Er starb am 2. Mai 2004 in einem Krankenhaus in Pineville und wurde auf dem amerikanischen Nationalfriedhof Arlington beigesetzt.

## Orden und Auszeichnungen
Harvey Fisher erhielt im Lauf seiner militärischen Laufbahn unter anderem folgende Auszeichnungen:
- Army Distinguished Service Medal
- Silver Star
- Legion of Merit